# 박경상 (공무원)
박경상(朴京相, 1938년 11월 7일 경상북도 청도군 ~ )은 대한민국의 전직 세무공무원이자 기업인이다.

## 학력
- 경북고등학교 졸업
- 서울대학교 경제학 학사

## 경력
- 국세청 조사국장
- 중부지방국세청장
- 국세청 국제조세조정관
- 서울지방국세청장
- 국세청 차장
- 성업공사 사장
- 삼성전기 사외이사
- 신라교역 사외이사

## 참고 문헌
- 박경상 네이트 인물검색

| 전임 임채주 | 제9대 국세청 차장 1996년 1월 3일 ~ 1996년 7월 31일 | 후임 이석희 |